# Perbunan
Il perbunan è una gomma nitrilica (NBR) particolarmente usata per la realizzazione delle tenute (guarnizioni) delle valvole industriali sanitarie. 
Resistente ad una temperatura minima di -10 °C e massima di 100 °C, è indicata per liquidi oleosi o grassi.